# Tomáš Vorel mladší
Tomáš Vorel mladší (* 27. ledna 1986 Praha) je český herec, syn režiséra Tomáše Vorla.

## Život
Jeho rodiče se rozvedli, když mu byl rok. Od dvou do třinácti let byl vychováván otčímem, se kterým měl dobrý vztah a dobře si s ním rozuměl. Naopak svého pravého otce považuje spíše za kamaráda.[zdroj⁠?!] Absolvoval Gymnázium Elišky Krásnohorské v Michli a další studium následovalo na Vysoké škole ekonomické, kde začal studovat obor Mezinárodní obchod.
Divákům se nejvíce zapsal do povědomí jako Petr Kocourek ve filmu Gympl.[zdroj⁠?!] Je obsazován převážně do filmů svého otce, který do svých filmů obsazuje herce Divadla Sklep,[zdroj⁠?!] ale občas nabídne roli i synovi. Režisér si údajně od toho slibuje, že Tomáš ml. nebude požadovat vysoký honorář.[zdroj⁠?!] Na place se chovají jako režisér a herec, a ne jako otec a syn.[zdroj⁠?!]

## Herecká filmografie
- 1988 (Pražská 5) – povídka 5. – Na brigádě
- 2000 (Cesta z města) – Ludva jr.
- 2005 (Skřítek) – syn
- 2007 (Gympl) – Petr Kocourek
- 2009 (Ulovit miliardáře) – por. Zajíček
- 2012 (Cesta do lesa) – adjunkt Ludva Papoš jr.
- 2014 (Vejška) – Petr Kocourek
- 2021 (Cesta domů) – Ludva Papoš jr.
- 2025 (Džob) – Petr Kocourek

## Účinkující
- 2004 (Uvolněte se, prosím)
- 2007 (Český lev 2006)
- 2011 (Barrandovský videostop)
- 2021 (Z domu České televize)